# 米卡·瑪阿
米卡·瑪阿（英語：Micah Maʻa，1997年4月16日—）是一位美國男子排球運動員，场上位置为舉球員。他目前效力於土耳其球隊土耳其人民銀行。

## 外部連結
- Player profile at TeamUSA.org
- Player profile （页面存档备份，存于） at PlusLiga.pl （波蘭語）
- Player profile （页面存档备份，存于） at Volleybox.net
- UCLA Bruins 2019 roster – Micah Maʻa （页面存档备份，存于）